# 酸藤子
酸藤子或稱酸藤果（学名：Embelia laeta）为紫金牛科酸藤子属下的一个种。

## 扩展阅读
- 維基物種上的相關：酸藤子